# Стейтсборо (Джорджія)
Стейтсборо (англ. Statesboro) — місто (англ. city) в США, в окрузі Буллок штату Джорджія. Населення — 33 438 осіб (2020).

## Географія
Стейтсборо розташоване за координатами 32°26′28″ пн. ш. 81°46′28″ зх. д. / 32.44111° пн. ш. 81.77444° зх. д. (32.441243, -81.774515).  За даними Бюро перепису населення США в 2010 році місто мало площу 35,90 км², з яких 34,96 км² — суходіл та 0,93 км² — водойми. В 2017 році площа становила 39,36 км², з яких 38,23 км² — суходіл та 1,13 км² — водойми.

## Демографія
Згідно з переписом 2010 року, у місті мешкали 28 422 особи в 10 207 домогосподарствах у складі 3847 родин. Густота населення становила 792 особи/км².  Було 11602 помешкання (323/км²).
Расовий склад населення:
| - 54,4 % — білих - 40,1 % — чорних або афроамериканців - 2,0 % — азіатів - 0,2 % — вихідців з тихоокеанських островів - 0,2 % — корінних американців - 1,4 % — осіб інших рас |

До двох чи більше рас належало 1,8 %. Частка іспаномовних становила 3,0 % від усіх жителів.
За віковим діапазоном населення розподілялося таким чином: 13,7 % — особи молодші 18 років, 79,6 % — особи у віці 18—64 років, 6,7 % — особи у віці 65 років та старші. Медіана віку мешканця становила 22,0 року. На 100 осіб жіночої статі у місті припадало 97,1 чоловіків;  на 100 жінок у віці від 18 років та старших — 96,9 чоловіків також старших 18 років.
Середній дохід на одне домашнє господарство  становив 34 604 долари США (медіана — 22 763), а середній дохід на одну сім'ю — 45 375 доларів (медіана — 28 935). Медіана доходів становила 31 845 доларів для чоловіків та 23 593 долари для жінок. За межею бідності перебувало 52,3 % осіб, у тому числі 47,7 % дітей у віці до 18 років та 19,9 % осіб у віці 65 років та старших.
Цивільне працевлаштоване населення становило 12 051 осіб. Основні галузі зайнятості: освіта, охорона здоров'я та соціальна допомога — 36,6 %, мистецтво, розваги та відпочинок — 19,4 %, роздрібна торгівля — 13,6 %.